# Rose et Cassandra
Pour plus de détails, voir Fiche technique et Distribution.
Rose et Cassandra, ou Les demoiselles du château au Québec (I Capture the Castle), est un film britannique diffusé pour la première fois le 11 janvier 2003 au Festival international du film de Palm Springs et sorti sur les écrans de la France le 3 août 2005. L'histoire est tirée du best-seller Le Château de Cassandra (I Capture the Castle) de Dodie Smith.

## Synopsis
Suffolk dans les années 1930. Cassandra, 17 ans, vit dans un château délabré au sein d'une famille excentrique couverte de dettes.
Son père, écrivain, doit reproduire le succès d'un roman écrit douze ans plus tôt, alors qu'il n'a pas écrit une ligne depuis.
Totalement insouciants, Cassandra, sa ravissante sœur Rose, son frère Thomas et leur belle-mère peintre, vivent isolés du monde extérieur.
Leur univers bascule lorsque deux jeunes Américains héritent du château. Non seulement ils doivent trouver le moyen de rembourser leurs dettes, mais la bulle d'innocence dans laquelle la famille vit depuis si longtemps éclate et les sœurs s'éveillent à l'amour, au désir et à la jalousie.

## Fiche technique
- Titre : Rose et Cassandra
- Titre québécois : Les demoiselles du château
- Titre original : I Capture the Castle
- Réalisateur : Tim Fywell
- Scénariste : Heidi Thomas d'après le roman de Dodie Smith
- Musique : Dario Marianelli
- Photographie : Richard Greatrex
- Montage : Roy Charman
- Production : David Parfitt, Anant Singh et David M. Thompson
- Société de production : BBC Film, Isle of Man Film, Take 3 Partnership et Trademark Films
- Société de distribution : Pretty Pictures (France)
- Pays :  Royaume-Uni
- Genre : Drame et romance
- Durée : 113 minutes
- Dates de sortie : 
  -  Royaume-Uni : 9 mai 2003
  -  France : 3 août 2005

## Distribution
Légende : V. Q. = Version Québécoise
- Romola Garai (V. Q. : Catherine Proulx-Lemay) : Cassandra Mortmain
- Bill Nighy (V. Q. : René Gagnon) : James Mortmain
- Rose Byrne (V. Q. : Bianca Gervais) : Rose Mortmain
- Tara Fitzgerald (V. Q. : Valérie Gagné) : Topaz Mortmain
- Henry Cavill (V. Q. : Jean-François Beaupré) : Stephen Colley
- Henry Thomas (V. Q. : Antoine Durand) : Simon Cotton
- Marc Blucas : Neil Cotton
- Sinéad Cusack : Mme. Cotton